# John Marston (industrial)
John Marston (6 de mayo de 1836 - 8 de marzo de 1918) fue un exitoso fabricante británico de bicicletas, motocicletas y automóviles de la época victoriana, fundador de la compañía Sunbeam de Wolverhampton. Su empresa empezó siendo uno de los mayores fabricantes ingleses de lacados japoneses de imitación. También construyó los motores fueraborda 'Seagull' para uso marino y fundó la compañía de ingeniería Villiers. Fue Alcalde de Wolverhampton durante dos años consecutivos.

## Primeros años
Marston nació en Ludlow (Shropshire) en 1836, en el seno de una familia de terratenientes. Su padre, Richard Marston, había sido juez de paz y alcalde de Ludlow. Se educó en el Ludlow College, y posteriormente en el Christ's Hospital de Londres. Sin embargo, en 1851, a la edad de 15 años, fue enviado a Wolverhampton para ser aprendiz de Richard Perry, Son & Co., una compañía dedicada a la fabricación de objetos de latón lacados imitando el estilo japonés, en los talleres Jeddo de Wolverhampton. Jeddo es un nombre antiguo de Tokio.

## Negocios
En 1859, a la edad de 23 años, Marston había completado su aprendizaje, y compró el negocio de lacados japoneses de Daniel Smith Lester en Bilston, que se había fusionado con Fred Walton & Company y con Thurston and Company. Estableció su negocio, la compañía John Marston Limited, dedicada así mismo a la fabricación de productos de latón de estilo japonés. Tuvo tanto éxito, que cuando Edward Perry murió en 1871, Marston se hizo cargo del negocio y lo fusionó con el suyo propio.

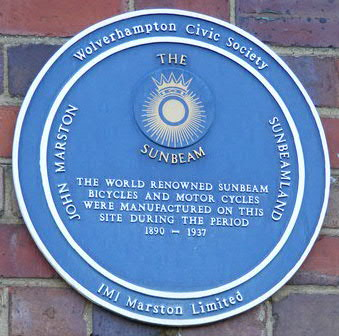
Placa azul de homenaje de la Sociedad Cívica de Wolverhampton, situada en los talleres de Sunbeamland

John Marston comenzó a producir bicicletas en 1877 con la marca registrada "Sunbeam", sugerida por su esposa. La fábrica pasó a llamarse Sunbeamland y Marston basó su producción en la alta calidad de construcción, con cadenas lubricadas protegidas. Hasta 1936, fueron las mejores bicicletas del mercado. El modelo superior era el 'Golden', con llantas de aleación, engranajes epicíclicos de dos y tres velocidades y finos grabados decorativos de pan de oro. El 'Royal' era de la misma calidad, pero estaba decorada con grabados de color rojo y su equipación era más simple. Estos y otros modelos se produjeron en 'Sunbeamland' (Pool Street, Wolverhampton), hasta 1937 y posteriormente, con los mismos diseños, por AMC y BSA hasta 1957.
Entre 1899 y 1901 también se experimentó con prototipos de automóviles, pero ninguno fue vendido. A Marston no le gustaban las motocicletas, ya que las consideraba peligrosas y nunca montaba una o conducía un automóvil Sunbeam, pero seguía siendo un entusiasta ciclista, y la mayoría de las veces usaba un triciclo.
El primer automóvil de producción llamado Sunbeam se presentó en 1901, después de una asociación con Maxwell Maberly-Smith. El diseño era inusual, con asientos a cada lado de una transmisión por correa accionada por un motor de un solo cilindro de 3 hp. El diseño fue un éxito limitado, con 420 unidades vendidas a 130 libras cada una, y la producción terminó en 1904. En ese momento, la compañía comenzó la producción de un automóvil diseñado por Thomas Pullinger, basado en los diseños mecánicos de Berliet. Introdujeron un nuevo modelo, basado en un motor Peugeot que compraron para estudiarlo en 1906 y vendieron aproximadamente diez a la semana. En 1905, se creó la Sunbeam Motor Car Company Limited por separado del resto del negocio de John Marston, que retuvo las Motocicletas Sunbeam y las bicicletas.
Se produjeron muchos modelos de motocicletas Sunbeam. El primero, de 1912, tenía un motor de 350 cc, y fue seguido por una gama de 500 cc monocilíndricos y por algunos modelos con motor de cilindros gemelos en "v". En 1924 se introdujo un nuevo sistema de denominación de modelos, numerados del 1 al 11. Otros modelos de mayor número fueron producidos en años posteriores. La mayoría tenían motores monocilíndricos que desarrollaban una potencia relativamente baja, aunque ganaban las carreras del Tourist Trophy a menudo (la última vez fue en 1929). Un sello distintivo de todas las máquinas de Marston fue la excelente calidad y el acabado en negro con ribetes en forma de hoja de oro.

## Vida posterior
En 1865 Marston se casó con Ellen Edge, siete años más joven que él. Tuvieron diez hijos, dos de los cuales murieron jóvenes y John y Ellen sobrevivieron a varios de los otros. Vivieron la mayor parte de sus vidas en The Oaks, Merridale Road, Wolverhampton. Una figura prominente en la comunidad local, John apoyó la educación y se unió a la Junta Escolar en 1882, convirtiéndose en presidente de 1886 a 1888. También estaba interesado en la política local y fue elegido como concejal local de la sala de St. Paul, en 1885.
En 1889, se convirtió en Alcalde de Wolverhampton, siendo reelegido en 1890. En estos dos años, hizo arreglos para mejorar el saneamiento e inició obras de abastecimiento de agua y de alcantarillado que están en uso hasta la fecha. También supervisó la construcción de una nueva central de suministro eléctrico para el alumbrado y la aprobación de la Ley de Gobierno Local de 1888 que convirtió a Wolverhampton en un municipio del condado.
 
Marston se retiró del negocio el 6 de mayo de 1916 y murió en 1918, con 82 años de edad.

## Véase también

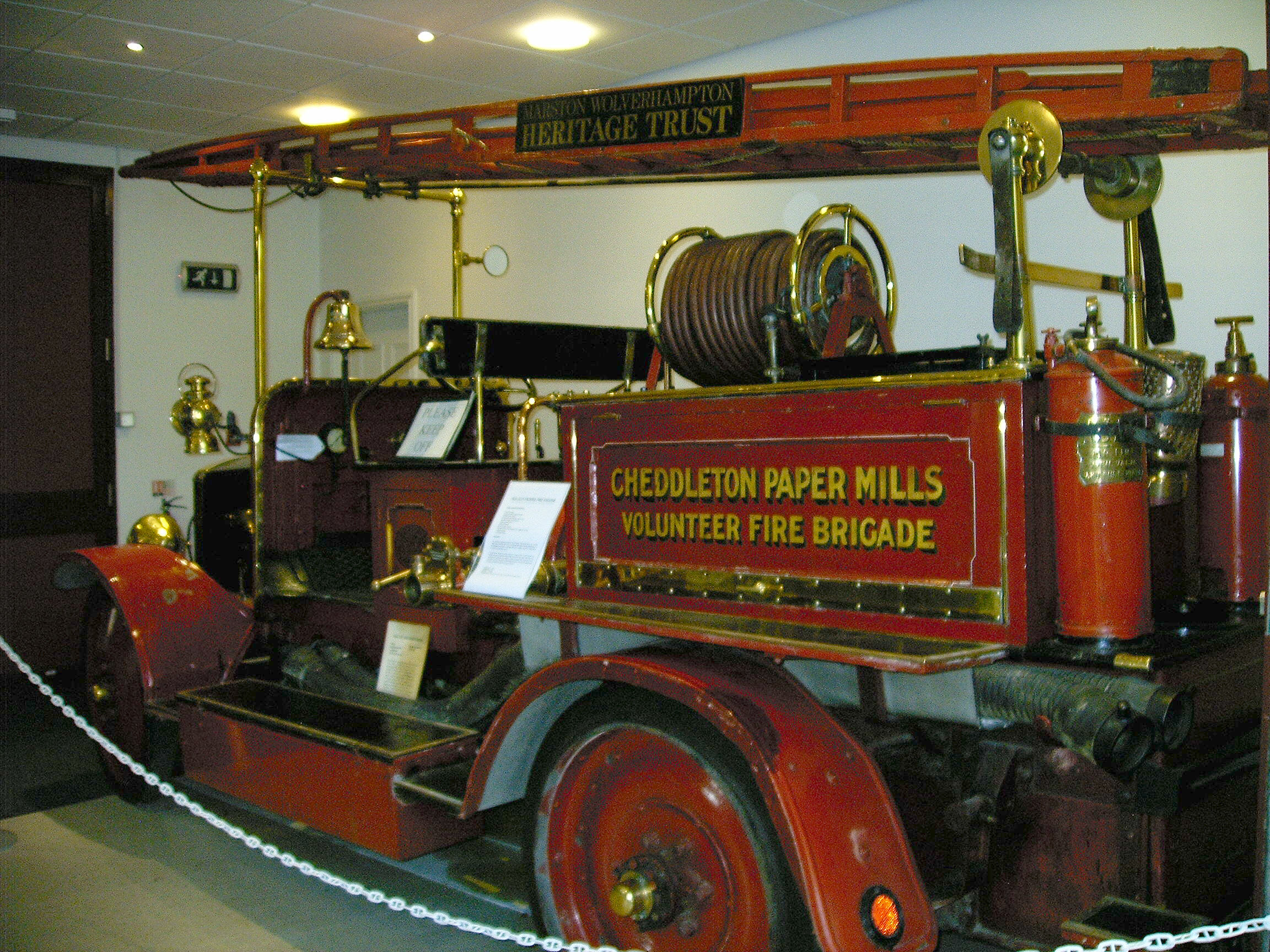
Coche de bomberos preservado por el Marston Wolverhampton Heritage Trust (Black Country Living Museum)